# 배틀 크랙
배틀 크랙(Breach 또는 Anti-Life)은 미국에서 제작된 존 슈이츠 감독의 2020년 SF, 액션 영화이다. 브루스 윌리스 등이 주연으로 출연하였다. 조지아주 Fitzgerald TMG 스튜디오 사운드스테이지에서 촬영되었다. 2020년 12월 18일 개봉하였다.

## 출연

### 주연
- 브루스 윌리스
- 토마스 제인

### 조연
- 레이첼 니콜스
- 카산드라 클레멘티
- 조니 메스너
- 코리 라지